# Шалфей сверкающий
Шалфе́й сверка́ющий, или Шалфе́й блестя́щий (лат. Salvia splendens) — вид растений из рода Шалфей семейства Яснотковые.
Ареал — тропики Бразилии. Вид предпочитает солнечные места, не выносит похолоданий. В качестве декоративного растения выращивается в тропическом поясе и оранжереях. В более холодном поясе растения могут выращиваться как однолетние. Кроме того, вид используется в медицине и кулинарии.
Растения — многолетние полукустарники, около метра высотой, листья супротивные парные, в виде эллипса, примерно 7 на 5 см. Цветки — ярко-красные или пурпурные, иногда — с фиолетовым оттенком, по 2-6 в каждом соцветии.

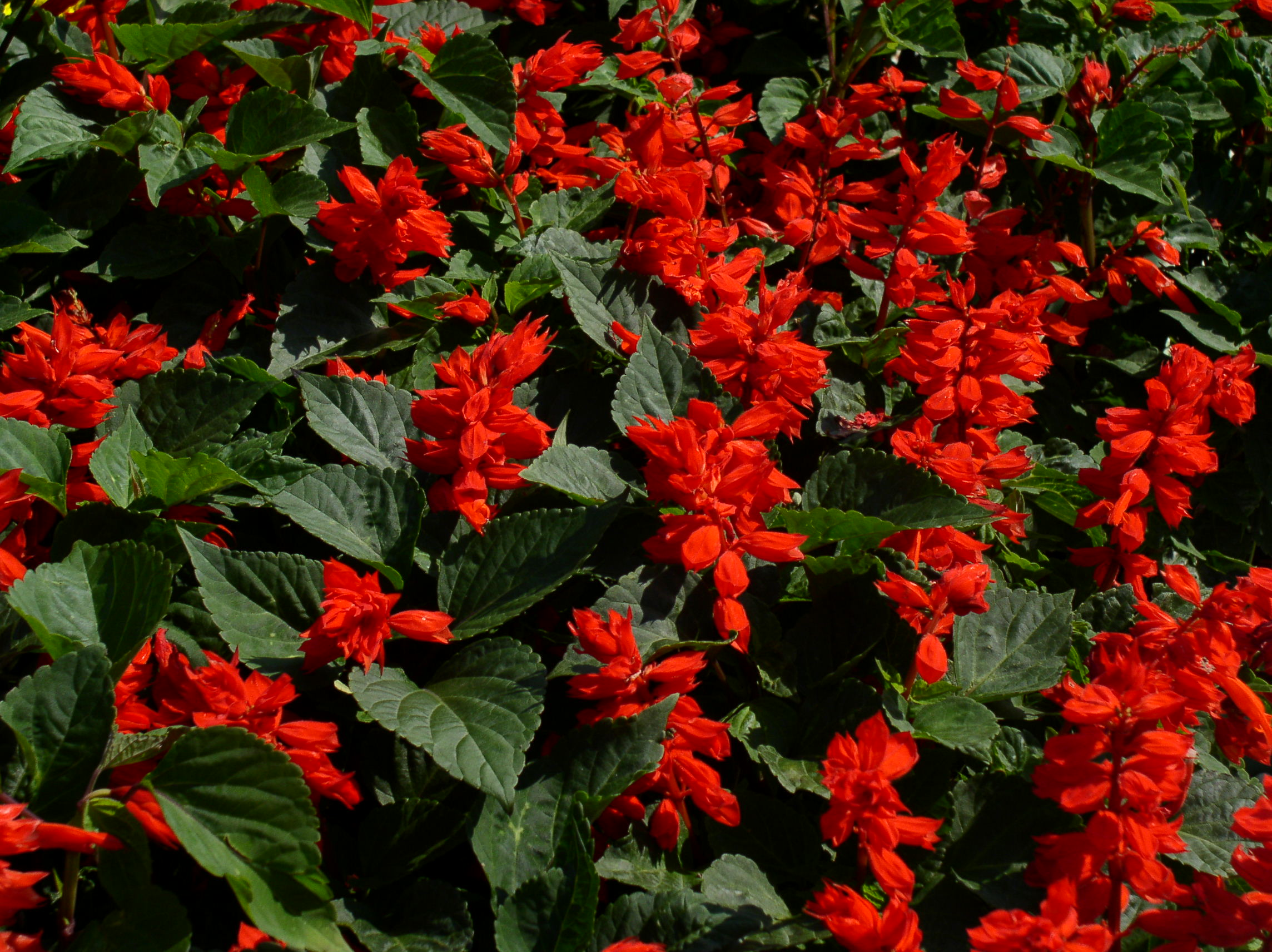
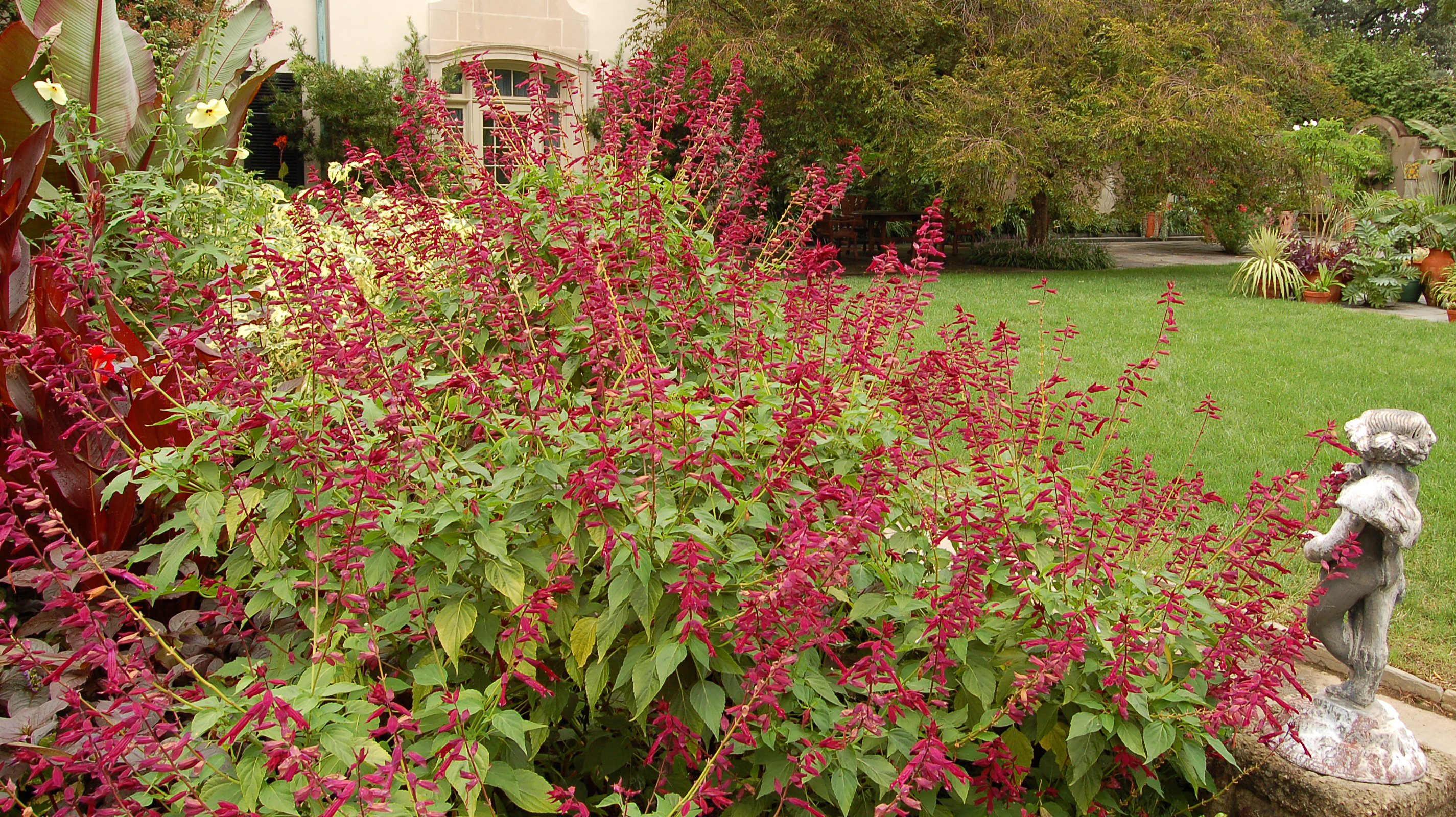
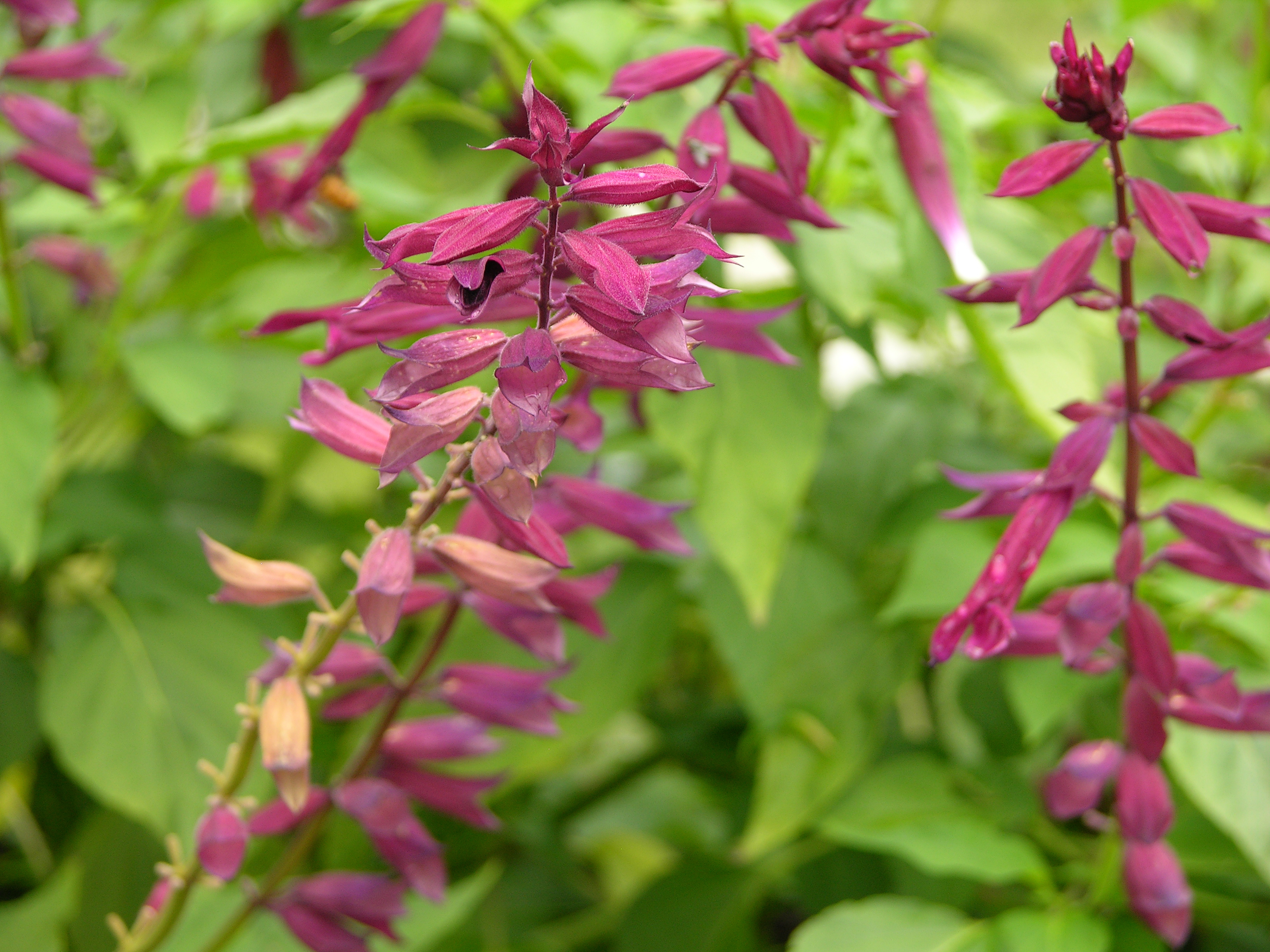
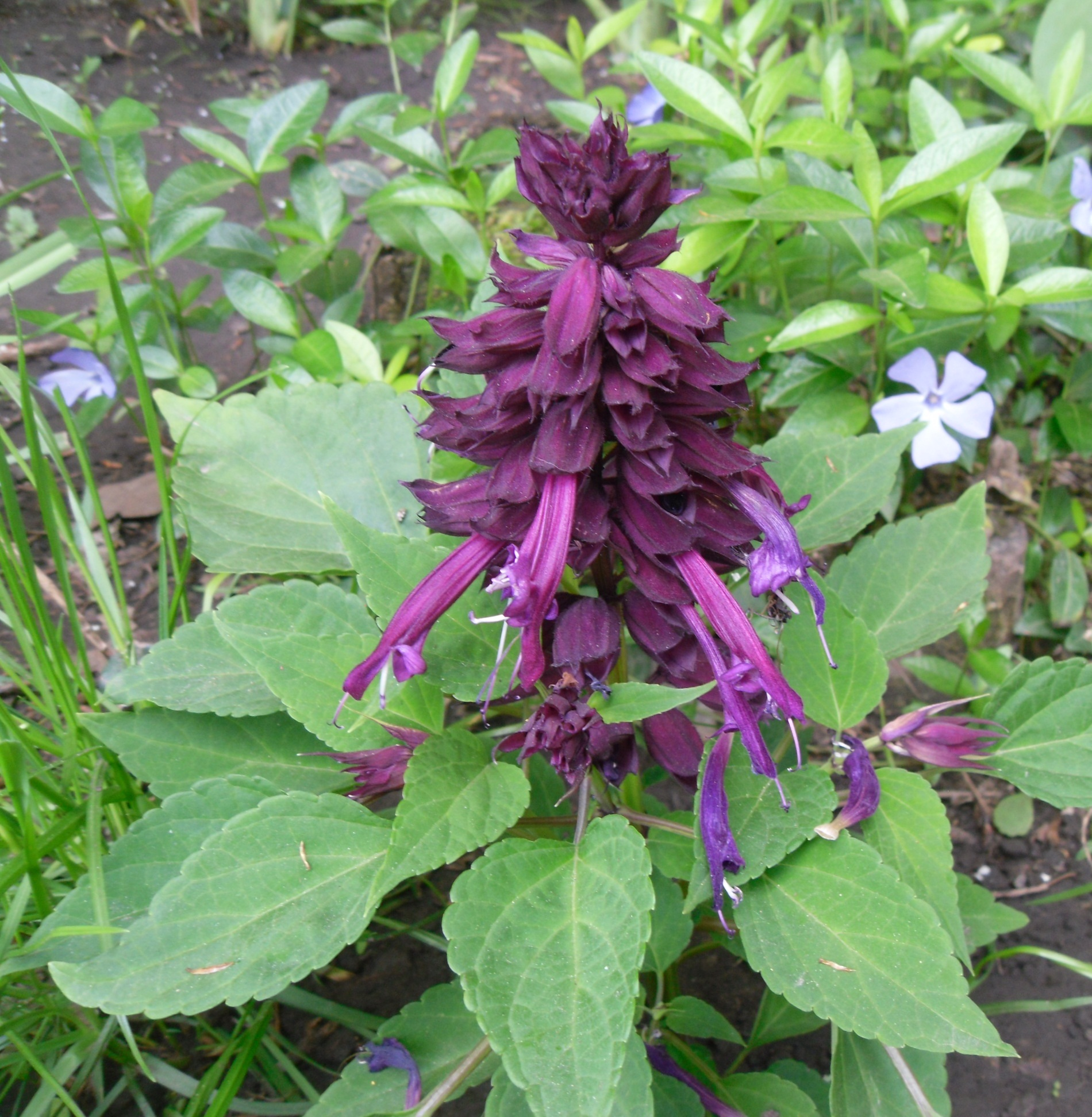
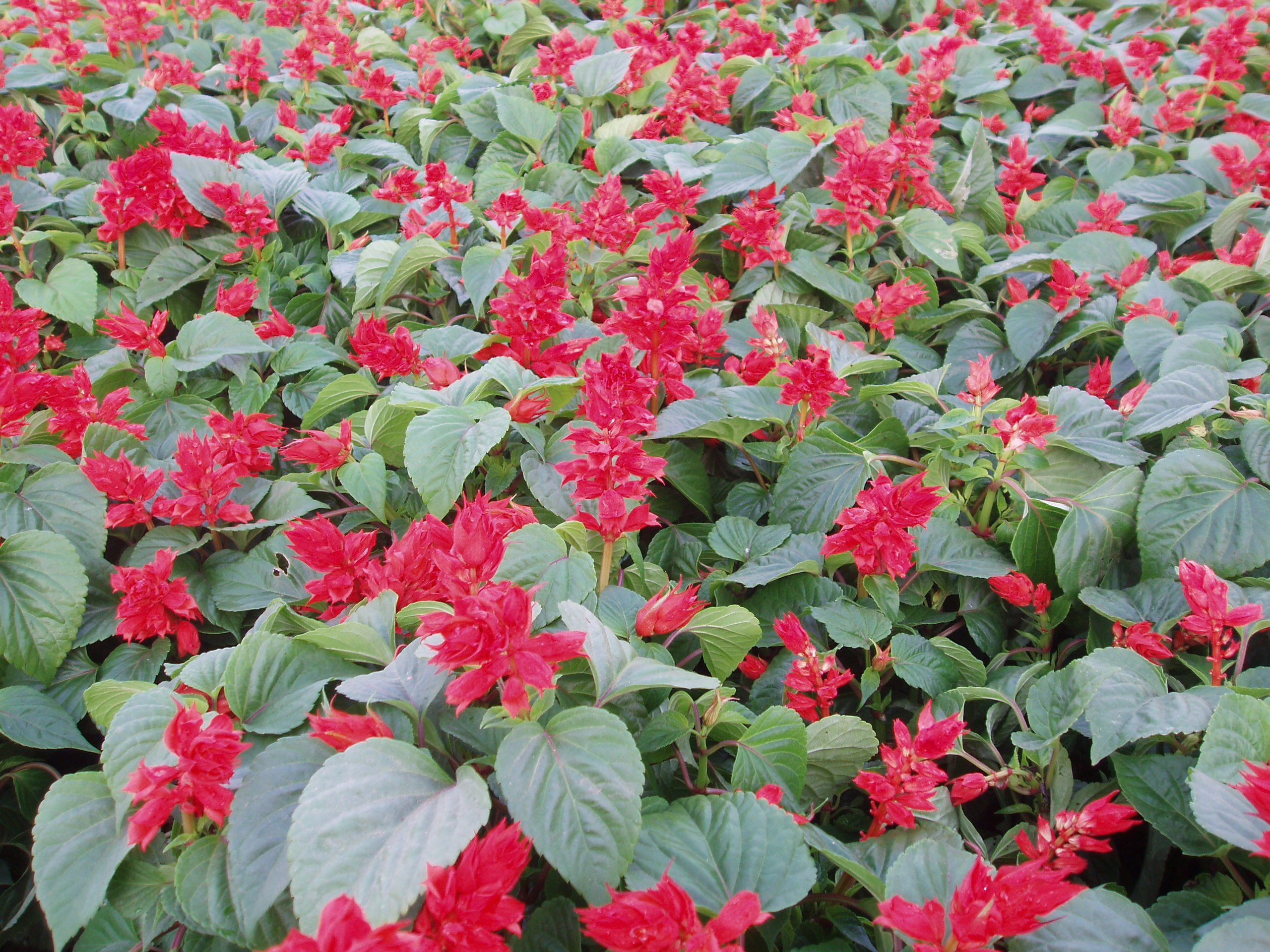

Диплоидный набор хромосом 2n = 44.
Как и в большинстве видов шалфея, в листьях и цветках содержатся психотропные вещества, успокаивающие нервную систему, но, вопреки распространённому мнению, их действие сравнительно слабое.